# Lintot-les-Bois
Lintot-les-Bois is een gemeente in het Franse departement Seine-Maritime (regio Normandië) en telt 180 inwoners (2004). De plaats maakt deel uit van het arrondissement Dieppe.

## Geografie
De oppervlakte van Lintot-les-Bois bedraagt 2,8 km², de bevolkingsdichtheid is 64,3 inwoners per km².
De onderstaande kaart toont de ligging van Lintot-les-Bois met de belangrijkste infrastructuur en aangrenzende gemeenten.

## Demografie
Onderstaande figuur toont het verloop van het inwonertal (bron: INSEE-tellingen).